# Локалита Сас Манкас (Нуоро)
Локалита Сас Манкас је насеље у Италији у округу Нуоро, региону Сардинија.
Према процени из 2011. у насељу је живело 2 становника. Насеље се налази на надморској висини од 93 м.